# 约翰·艾尔兰
约翰·尼科尔森·艾尔兰（英語：John Nicholson Ireland，1879年8月13日—1962年6月12日），英国作曲家，音乐教育家。
約翰·艾爾蘭生于大曼彻斯特的一个苏格兰家庭，少年就成为孤儿，后进入皇家音乐学院从斯坦福学习，毕业后留校任教。在从事教学和作曲工作之余，他也喜爱旅行，特别喜爱海峡群岛的风光。退休后，他隐居在萨塞克斯郡。艾尔兰的音乐曲风精致柔美，善于写景绘色和处理细腻温和的情感，常使用五声音阶，有时体现出印象主义音乐的影响，但总体上保持浪漫主义的风格。他的室内乐和钢琴音乐成就尤為突出。